# سدم (صنعاء)

تعديل مصدري - تعديل

سدم هي إحدى قرى الجمهورية اليمنية. تتبع جغرافيا لمحافظة صنعاء و إداريًا لمديرية جحانة. يبلغ تعداد سكانها 1049 نسمة حسب الإحصاء الذي أجري عام 2004.